# Z filmoteki bezpieki
Z filmoteki bezpieki – cykl 96 filmów dokumentalnych zrealizowany przez Instytut Pamięci Narodowej w latach 2014-2016 prezentujących materiały operacyjne wykonane przez Służbę Bezpieczeństwa w okresie PRL. Każdy prezentowany archiwalny materiał poprzedzony jest rozmową dziennikarza Cezarego Gmyza z pracownikami IPN oraz historykami.

## Odcinki
| Nr | Tytuł                     | Tematyka                                                             | Czas trwania | Gość                 |
| -- | ------------------------- | -------------------------------------------------------------------- | ------------ | -------------------- |
| 1  | Sami o sobie              | O archiwach IPN                                                      | 35:07        | dr Łukasz Kamiński   |
| 2  | Beatrice                  | Działalność agenta Adama Bitońskiego                                 | 1:29:37      | Witold Bagieński     |
| 3  | Oficer wywiadu            | Historia Ośrodka Kształcenia Kadr Wywiadowczych w Starych Kiejkutach | 50:00        | dr. Władysław Bułhak |
| 4  | Pielgrzymka cz.1          | Inwigilacji ks. Karola Wojtyły przez SB.                             | 23:31        | dr. Marek Lasota     |
| 4  | Pielgrzymka cz.2          | Inwigilacji ks. Karola Wojtyły przez SB.                             | 24:50        | dr. Marek Lasota     |
| 5  | Poznałem go w Los Angeles | Działalność szpiegowska w USA Mariana Zacharskiego                   | 1:33:10      | Witold Bagieński     |